# Zonophora calippus
Zonophora calippus är en trollsländeart. Zonophora calippus ingår i släktet Zonophora och familjen flodtrollsländor.

## Underarter
Arten delas in i följande underarter:
- Z. c. calippus
- Z. c. klugi
- Z. c. spectabilis